# Temporada 1976-77 de los New Orleans Jazz
La temporada 1976-77 fue la tercera de los New Orleans Jazz en la NBA. La temporada regular acabó con 35 victorias y 47 derrotas, ocupando el octavo puesto de la Conferencia Este, no logrando clasificarse para los playoffs.

## Elecciones en elDraft
| Ronda | Puesto | Jugador      | Posición  | Nacionalidad   | Universidad      |
| ----- | ------ | ------------ | --------- | -------------- | ---------------- |
| 2     | 26     | Jacky Dorsey | Alero     | Estados Unidos | Georgia          |
| 5     | 74     | Paul Griffin | Ala-Pívot | Estados Unidos | Western Michigan |
| 7     | 111    | Andy Walker  | Alero     | Estados Unidos | Niagara          |

## Temporada regular
| División Central      | División Central | División Central | División Central | División Central | División Central | División Central | División Central | División Central |
| Equipo                | G                | P                | %                | PD               | Casa             | Fuera            | Div              |                  |
| --------------------- | ---------------- | ---------------- | ---------------- | ---------------- | ---------------- | ---------------- | ---------------- | ---------------- |
| y-Houston Rockets     | 49               | 33               | .598             | –                | 34–7             | 15–26            | 13–7             |                  |
| x-Washington Bullets  | 48               | 34               | .585             | 1                | 32–9             | 16–25            | 11–9             |                  |
| x-San Antonio Spurs   | 44               | 38               | .537             | 5                | 31–10            | 13–28            | 9–11             |                  |
| x-Cleveland Cavaliers | 43               | 39               | .524             | 6                | 29-12            | 14-27            | 8–12             |                  |
| New Orleans Jazz      | 35               | 47               | .427             | 14               | 26–15            | 9–32             | 10–10            |                  |
| Atlanta Hawks         | 31               | 51               | .378             | 18               | 19–22            | 12–29            | 9–11             |                  |

## Estadísticas
| Rk | Jugador        | Edad | P  | PT | MP   | TC   | TCI  | %TC  | TL  | TLI | %TL  | RO  | RD  | RT  | AS  | RB  | TAP | BP | FP  | PTS  |
| -- | -------------- | ---- | -- | -- | ---- | ---- | ---- | ---- | --- | --- | ---- | --- | --- | --- | --- | --- | --- | -- | --- | ---- |
| 1  | Pete Maravich  | 29   | 73 |    | 41.7 | 12.1 | 28.0 | .433 | 6.9 | 8.2 | .835 | 1.2 | 3.9 | 5.1 | 5.4 | 1.2 | 0.3 |    | 2.6 | 31.1 |
| 2  | E.C. Coleman   | 26   | 77 |    | 30.8 | 3.8  | 8.2  | .462 | 1.1 | 1.5 | .732 | 1.9 | 5.2 | 7.1 | 1.3 | 0.8 | 0.4 |    | 3.6 | 8.6  |
| 3  | Jim McElroy    | 23   | 73 |    | 27.8 | 4.1  | 8.8  | .470 | 2.3 | 3.0 | .779 | 0.8 | 1.8 | 2.5 | 3.6 | 0.8 | 0.1 |    | 1.6 | 10.6 |
| 4  | Freddie Boyd   | 26   | 47 |    | 25.8 | 4.1  | 8.6  | .478 | 1.7 | 2.1 | .806 | 0.4 | 1.5 | 1.9 | 3.1 | 0.9 | 0.1 |    | 1.7 | 9.9  |
| 5  | Otto Moore     | 30   | 81 |    | 25.7 | 2.4  | 5.9  | .405 | 1.1 | 1.7 | .679 | 2.1 | 5.8 | 7.9 | 2.2 | 0.7 | 1.4 |    | 2.9 | 5.9  |
| 6  | Gail Goodrich  | 33   | 27 |    | 22.6 | 5.0  | 11.3 | .446 | 2.5 | 3.1 | .800 | 0.9 | 1.3 | 2.3 | 2.7 | 0.8 | 0.1 |    | 1.6 | 12.6 |
| 7  | Nate Williams  | 26   | 79 |    | 22.5 | 5.2  | 11.6 | .451 | 1.8 | 2.5 | .753 | 1.4 | 2.5 | 3.9 | 1.2 | 1.0 | 0.2 |    | 2.5 | 12.3 |
| 8  | Aaron James    | 24   | 52 |    | 20.4 | 4.6  | 9.3  | .490 | 1.7 | 2.2 | .781 | 1.1 | 2.5 | 3.6 | 1.1 | 0.4 | 0.1 |    | 2.4 | 10.9 |
| 9  | Paul Griffin   | 23   | 81 |    | 20.3 | 1.7  | 3.2  | .547 | 1.8 | 2.5 | .721 | 2.1 | 4.0 | 6.1 | 2.1 | 0.6 | 0.5 |    | 3.0 | 5.2  |
| 10 | Rich Kelley    | 23   | 76 |    | 19.8 | 2.4  | 5.1  | .477 | 2.1 | 2.6 | .792 | 2.8 | 5.0 | 7.7 | 2.7 | 0.6 | 0.8 |    | 3.2 | 6.9  |
| 11 | Ron Behagen    | 26   | 60 |    | 19.5 | 3.6  | 8.5  | .418 | 1.5 | 2.1 | .714 | 2.4 | 4.8 | 7.2 | 1.4 | 0.7 | 0.3 |    | 2.8 | 8.6  |
| 12 | Mo Howard      | 22   | 23 |    | 13.8 | 2.4  | 5.1  | .479 | 0.8 | 1.3 | .655 | 0.7 | 0.8 | 1.5 | 1.6 | 0.7 | 0.3 |    | 1.9 | 5.7  |
| 13 | Bud Stallworth | 27   | 40 |    | 13.2 | 3.2  | 6.8  | .463 | 0.4 | 0.7 | .586 | 0.5 | 1.3 | 1.8 | 0.6 | 0.5 | 0.3 |    | 1.9 | 6.7  |
| 14 | Andy Walker    | 21   | 40 |    | 11.0 | 1.8  | 3.9  | .462 | 0.9 | 1.2 | .766 | 0.6 | 1.3 | 1.9 | 0.8 | 0.5 | 0.2 |    | 1.5 | 4.5  |

## Galardones y récords
| Jugador       | Galardón                           |
| Pete Maravich | Mejor quinteto de la NBA All-Star  |
| E. C. Coleman | Mejor quinteto defensivo de la NBA |